# ランタウ・アバン
ランタウ・アバン (Rantau Abang) は、マレーシアのトレンガヌ州にある村である。

## 概要
ウミガメの一種であるオサガメが産卵することで有名な海岸がある。産卵シーズンは5月～9月であるが、近年は海洋汚染等により以前は毎晩のように見られた産卵風景もほとんど見られなくなってきている。
バス停からすぐの場所にウミガメの情報を得ることができる、タートル・インフォメーション・センター (Turtle Information Center) がある。

## 交通
- バス
  - クアラ・トレンガヌから約70分。
  - ドゥングンより約30分｡